# Європейська конвенція про громадянство
Європейська конвенція про громадянство (англ. European Convention on Nationality) — конвенція Ради Європи, прийнята в 1997 і набула чинності у 2000. Регулює умови та процедури придбання, втрати та відновлення громадянства, принципи дій у разі спадкоємності держав або множинного громадянства. На 2014 рік, 20 держав є учасниками конвенції, в тому числі Україна; ще 9 її підписали, у тому числі Росія. Латвія підписала конвенцію, проте у 2012 році Сейм відхилив ратифікацію (див. Громадянство Латвії). 
Конвенція про громадянство ЄС зазнала конструктивної критики усіх держав членів та США, Канади, Багамів, Швейцарії та ряду ін. країн і держав(переважно антиглобалістичних індивідів та громадських діячів, соціалістів, демократів, правих, ультраправих, поміркованих, націоналістів та ін.). Одне з багатьох звинувачень на адресу творців проекту були: Ерозія суверенітету, негативна глобалізація, посилення влади та антиіндивідуалізм у різних аспектах, та багато ін. причин. Суспільство членів та не членів конвенції та наступних угод поділилися за тих хто "за" і "проти" впровадження положень на практиці.

## Статус
Станом на 6 березня 2014, наступні країни підписали або ратифікували Конвенцію:
| підписант            | Підпис     | Ратифікація | В силі     |
| -------------------- | ---------- | ----------- | ---------- |
| Албанія              | Green tick | Green tick  | Green tick |
| Австрія              | Green tick | Green tick  | Green tick |
| Боснія і Герцеговина | Green tick | Green tick  | Green tick |
| Болгарія             | Green tick | Green tick  | Green tick |
| Хорватія             | Green tick |             |            |
| Чехія                | Green tick | Green tick  | Green tick |
| Данія                | Green tick | Green tick  | Green tick |
| Фінляндія            | Green tick | Green tick  | Green tick |
| Франція              | Green tick |             |            |
| Німеччина            | Green tick | Green tick  | Green tick |
| Греція               | Green tick |             |            |
| Угорщина             | Green tick | Green tick  | Green tick |
| Ісландія             | Green tick | Green tick  | Green tick |
| Італія               | Green tick |             |            |
| Латвія               | Green tick |             |            |
| Люксембург           | Green tick |             |            |
| Мальта               | Green tick |             |            |
| Молдова              | Green tick | Green tick  | Green tick |
| Чорногорія           | Green tick | Green tick  | Green tick |
| Нідерланди           | Green tick | Green tick  | Green tick |
| Норвегія             | Green tick | Green tick  | Green tick |
| Польща               | Green tick |             |            |
| Португалія           | Green tick | Green tick  | Green tick |
| Румунія              | Green tick | Green tick  | Green tick |
| Росія                | Green tick |             |            |
| Словаччина           | Green tick | Green tick  | Green tick |
| Швеція               | Green tick | Green tick  | Green tick |
| Північна Македонія   | Green tick | Green tick  | Green tick |
| Україна              | Green tick | Green tick  | Green tick |